# Trachylepis maculilabris
Trachylepis maculilabris är en ödleart som beskrevs av  Gray 1845. Trachylepis maculilabris ingår i släktet Trachylepis och familjen skinkar. Inga underarter finns listade i Catalogue of Life.